# Corrado Roi
Corrado Roi (Laveno-Mombello, Varese, Italia, 11 de febrero de 1958) es un dibujante de cómic italiano.

## Biografía
Debutó con 16 años de edad en el estudio de Graziano Origa, donde ilustró Rick Zero, un personaje de ciencia ficción creado por el mismo Origa y publicado en el semanal Adamo de la editorial Corno, además de algunos cómics de bolsillo.
Tras unas colaboraciones con Ediperiodici, Editrice If e Il Monello, a mediados de los años 1980 empezó a trabajar para la editorial Bonelli, dibujando los cómics Mister No, Martin Mystère y principalmente Dylan Dog, del que es uno de los autores más representativos y también dibuja las portadas de la reedición llamada "Granderistampa".
En 1993, participó en la obra colectiva I volti segreti di Tex, publicada por Lo Scarabeo y dedicada al cómic wéstern Tex. Fue dibujante de Brendon, del que también fue el portadista hasta el número 44 (siendo sustituido por Massimo Rotundo). Trabajó también para otras series de la Bonelli como Nick Raider, Viento Mágico, Julia, Dampyr y Morgan Lost. En 2014, dibujó el primer episodio de una nueva serie de Nathan Never (Le grandi storie di Nathan Never), con guion de Davide Rigamonti.
En junio del mismo año salió a la venta el álbum especial de Tex titulado "L'orda del tramonto", escrito por Pasquale Ruju. En marzo de 2016 se estrenó UT, serie ideada y dibujada por Roi y escrita junto a la guionista Paola Barbato. Además de la Bonelli, también ha colaborado con editoriales como Acme, Comic Art, Glamour y Mondadori.
Desde 2005 a 2010 ocupó el cargo de concejal de turismo y tiempo libre de su ciudad natal.